# Alou Diarra
Alou Diarra (Villepinte, 15 juli 1981) is een Frans voormalig profvoetballer. Hij verruilde in 2016 Charlton Athletic FC voor AS Nancy, waar de middenvelder in 2017 zijn carrière afsloot. Hij debuteerde in 2004 in het nationale team van Frankrijk.

## Clubcarrière
Diarra verhuisde op 19 juli 2007 van Olympique Lyonnais naar Girondins de Bordeaux voor een transfersom van 7,75 miljoen euro. Hij werd aangetrokken als opvolger van de naar Villarreal CF vertrokken middenvelder Rio Mavuba. Een verblijf bij West Ham United FC werd geen succes en die club verhuurde hem ook aan Stade Rennais. Na een half jaar zonder club gezeten te hebben, sloot hij in februari 2015 aan bij Charlton Athletic FC. Op 31 januari 2013 besloot West Ham United om Diarra voor zes maanden uit te lenen aan het Franse Stade Rennais. In 2016 ging hij voor AS Nancy spelen.

## Interlandcarrière
Diarra nam met Les Bleus deel aan het EK voetbal 2012 in Polen en Oekraïne, waar de ploeg van bondscoach Laurent Blanc in de kwartfinales werd uitgeschakeld door titelverdediger Spanje: 2-0.

## Clubstatistieken
| Seizoen                       | Club                  | Duels | Goals | Competitie     |
| ----------------------------- | --------------------- | ----- | ----- | -------------- |
| 1999/00                       | CS Louhans-Cuiseaux   | 3     | 0     | Ligue 2        |
| 2000/01                       | FC Bayern München     | 0     | 0     | Bundesliga     |
| 2001/02                       | FC Bayern München     | 0     | 0     | Bundesliga     |
| 2002/03                       | Liverpool             | 0     | 0     | Premiership    |
|                               | Le Havre              | 25    | 0     | Ligue 1        |
| 2003/04                       | SC Bastia             | 35    | 4     | Ligue 1        |
| 2004/05                       | RC Lens               | 34    | 2     | Ligue 1        |
| 2005/06                       | RC Lens               | 32    | 2     | Ligue 1        |
| 2006/07                       | Olympique Lyonnais    | 15    | 1     | Ligue 1        |
| 2007/08                       | Girondins de Bordeaux | 36    | 4     | Ligue 1        |
| 2008/09                       | Girondins de Bordeaux | 35    | 2     | Ligue 1        |
| 2009/10                       | Girondins de Bordeaux | 30    | 1     | Ligue 1        |
| 2010/11                       | Girondins de Bordeaux | 32    | 4     | Ligue 1        |
| 2011/12                       | Olympique Marseille   | 34    | 2     | Ligue 1        |
| 2012/13                       | West Ham United       | 3     | 0     | Premier League |
| 2012/13                       | Stade Rennais         | 12    | 0     | Ligue 1        |
| 2013/14                       | West Ham United       | 3     | 0     | Premier League |
| 2014/15                       | Charlton Athletic     | 12    | 1     | Championship   |
| 2015/16                       | Charlton Athletic     | 32    | 0     | Championship   |
| 2016/17                       | AS Nancy              | 18    | 2     | Ligue 1        |
| Totaal:                       |                       | 388   | 25    |                |
| Laatst bijgewerkt: 30-06-2017 |                       |       |       |                |

## Erelijst
- WK-Finalist: 2006 (Frankrijk)
- Landskampioen Ligue 1: 2007 (Lyon), 2009 (Bordeaux)
- Vice-kampioen Ligue 1: 2008 (Bordeaux)
- Winnaar Coupe de la Ligue: 2009 (Bordeaux)
- Finalist Coupe de la Ligue: 2007 (Lyon), 2010 (Bordeaux)
- Winnaar Peace Cup: 2007 (Lyon)